# 모리 다다마사
모리 다다마사(일본어: 森 忠政)는 아즈치모모야마 시대부터 에도 시대 전기까지의 무장, 다이묘이다. 시나노 가와나카지마번주, 후의 미마사카 쓰야마번 초대 번주.

## 같이 보기
- 쓰야마시

| 전임 모리 나가요시 | 미노모리종가 당주 1584년 ~ 1634년 | 후임 모리 나가쓰구 |

|  | 가와나카지마번 번주 (미노모리가) 1600년 ~ 1603년 | 후임 마쓰다이라 다다테루 |

|  | 제1대 쓰야마번 번주 (미노모리가) 1603년 ~ 1634년 | 후임 모리 나가쓰구 |